# 哈通維拉庫柳山
19°24′7″S 66°34′35″W / 19.40194°S 66.57639°W
哈通維拉庫柳山（Jatun Wila Qullu），是玻利維亞的山峰，位於該國西南部奧魯羅省，處於波波湖東南面，屬於安第斯山脈的一部分，海拔高度5,214米。